# 코로나 레인
코로나 레인(coronal rain)은 태양의 코로나에서 발생하는 현상이다. 코로나 레인은 일반적으로 플레어를 일으키는 강한 자기장 영역 내에서 코로나의 고온의 플라스마가 냉각되고 응축될 때 발생한다. 그 플라스마가 응축된 자기장 영역으로 플라스마 끌려가고 다시 태양 표면으로 천천히 떨어진다.